# Badort

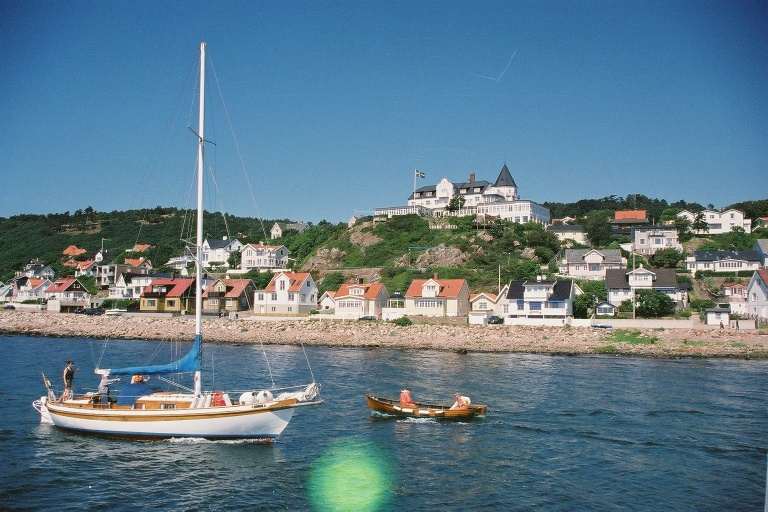
Mölle blev under 1890-talet en av Sveriges första moderna badorter.

En badort kallas en ort, med anläggningar för badbehandling eller för friluftsbad dit turister söker sig. Turistnäringen är på den typiska badorten en viktig inkomstkälla för de bofasta, och sommartid kan befolkningen på badorten ofta mångdubblas med allt vad det innebär av ökat utbud av restauranger, kultur och så vidare, för att sedan återgå till det normala när säsongen tar slut.

## Historia

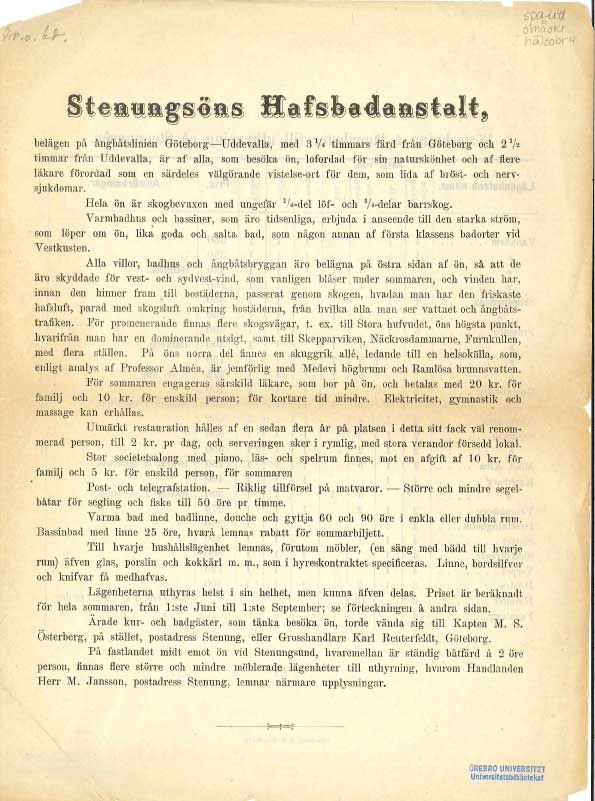
Reklamprospekt för badort, troligen från sekelskiftet 1900.

Från andra hälften av 1600-talet grundades badorter i Sverige i form av kurbadorter vid hälsokällor, som Medevi, Ramlösa och Sätra brunn. Flera anlades i början av 1700-talet, och verksamheten hade sin topp mot slutet av 1800-talet.
Den första havsbadorten i Sverige var Gustafsberg utanför Uddevalla, som anlades 1774, vilken fick sitt stora genombrott genom kronprins Gustavs besök 1804 och Karl XIII:s besök 1813. I Strömstad öppnades 1781 Lejonkällan och något senare ett tillhörande havsbad i särskilt havsbad. Gyttjebad tillkom 1783, kallbadhus 1813 och varmbadhus 1843. År 1811 inrättades ett havsbad vid Svartekällan i Varberg, som kom att utvecklas till en av Sveriges främsta badorter, och som är det enda kvarvarande kustbadet av äldre typ. Vid denna tid krävdes ännu en järnhaltig källa på platsen för att ett bad skulle få benämningen badort.
Efterhand växte fram badorter för endast havsbad. Bland de tidiga märks Marstrand, som fick ett uppsving genom Oscar II:s besök vid badorten. Carl Curman bidrog till Lysekils framväxt som en betydande badort.
Kring sekelskiftet 1900 växte en ny typ av strandbad fram med Mölle, Saltsjöbaden och Falsterbo som några av de mer populära platser det mondäna badlivet. Båstad, Särö och Arild blev populära genom besök av Gustav V. De gamla typerna av badkurorter minskade i popularitet, men fick ett tillfälligt uppsving genom Sebastian Kneipp, när badorter efter hans modell inrättades bland annat i Mösseberg, Tranås och Tyringe.
Efter andra världskriget ökade intresset för strandbad kraftigt, både vid hav och insjöar.